# Tragia rhoicifolia
Tragia rhoicifolia är en törelväxtart som beskrevs av Emilio Chiovenda. Tragia rhoicifolia ingår i släktet Tragia och familjen törelväxter.
Artens utbredningsområde är Somalia. Inga underarter finns listade i Catalogue of Life.